# Ramón Calderón
Ramón Calderón Ramos (Palencia, 26 maggio 1951) è un avvocato e dirigente sportivo spagnolo, già presidente della società polisportiva Real Madrid.

## Biografia
Fu eletto presidente del Real Madrid il 2 luglio 2006 con 8.344 voti, contro gli 8.098 del secondo, Juan Palacios. D'accordo con il direttore sportivo Predrag Mijatović, scelse come nuovo allenatore della squadra Fabio Capello, preferito al tedesco Bernd Schuster.
La stagione d'esordio di Calderón come massimo dirigente del club castigliano si rivelò molto positiva: la squadra madridista si aggiudicò il titolo nazionale sia nel calcio che nella pallacanestro e conquistò la Uleb Cup, sempre nella pallacanestro.
Nell'estate 2007 Calderón decise di esonerare l'italiano Fabio Capello, che aveva appena ricondotto la formazione madrilena alla conquista del titolo nazionale. Il direttore sportivo Mijatović dichiarò, a proposito di Capello: "non è la persona che riteniamo opportuna per realizzare i nostri progetti futuri". Al posto dell'italiano fu ingaggiato il tedesco Bernd Schuster, ex giocatore del Real Madrid e reduce da un'annata positiva come tecnico del Getafe.
Durante il calciomercato dell'estate 2006 la società concluse gli acquisti di Fabio Cannavaro e Emerson dalla Juventus, di Ruud van Nistelrooy dal Manchester Utd, di Mahamadou Diarra dal Lione e di José Antonio Reyes dall'Arsenal, quest'ultimo in cambio di Júlio Baptista. Nel gennaio 2007 il club ufficializzò il passaggio al Milan del fuoriclasse brasiliano Ronaldo e ai Los Angeles Galaxy della stella inglese David Beckham, decorso dal luglio successivo. Nell'estate 2007 la campagna di rafforzamento del Real Madrid fu nuovamente ricca, per un esborso totale di 120 milioni di euro.
Il 16 gennaio 2009 si dimette dalla carica di Presidente della società madridista per via delle presunte illegalità avvenute durante l'assemblea dei soci del dicembre 2008.